# Estrada Parque Paranoá

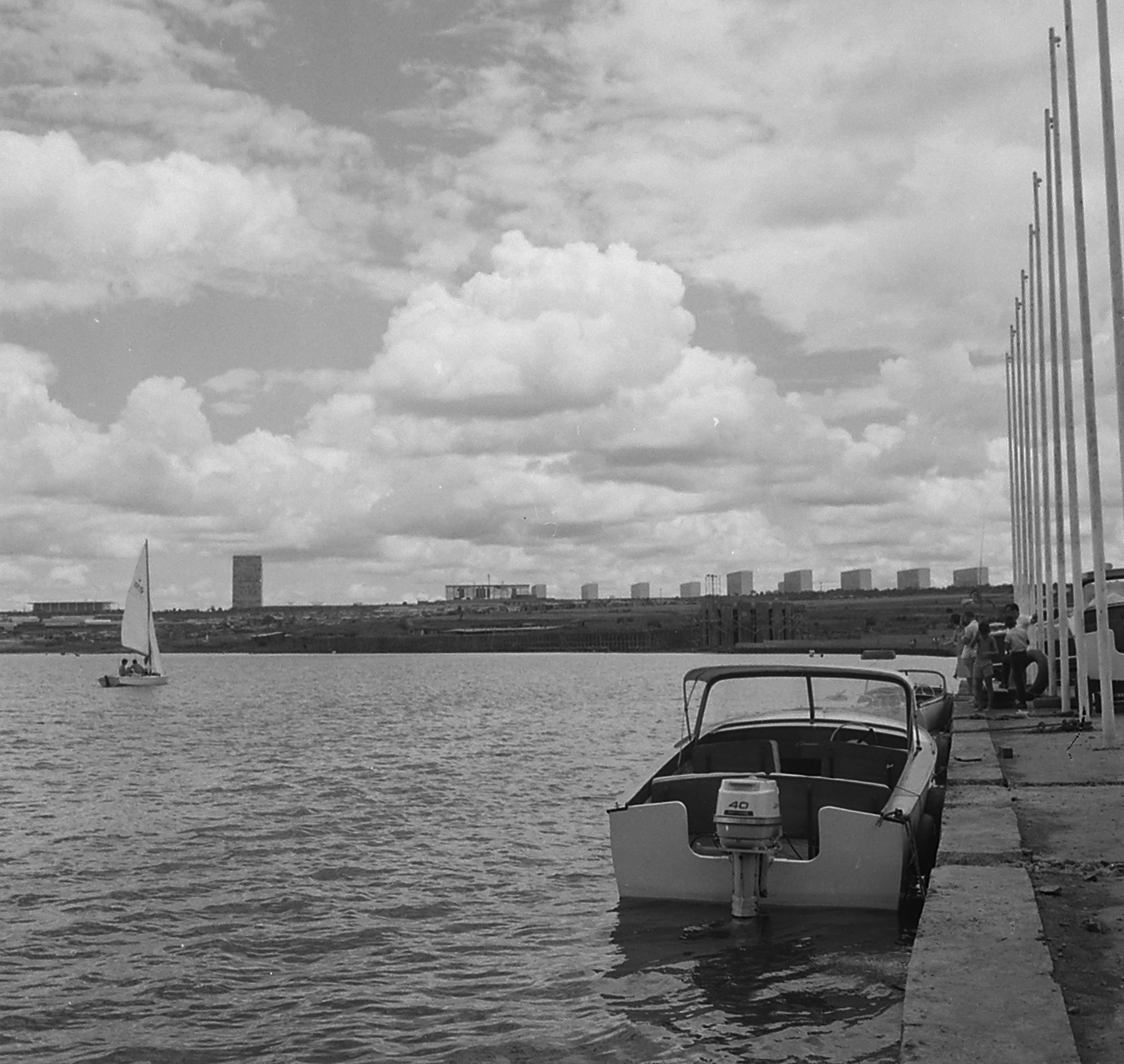
Uma das primeiras fotografias do Lago Paranoá, lago margeado pela Estrada Parque Paranoá que leva seu nome.

Estrada Parque Paranoá (DF-005 ou EPPR) é a rodovia de Brasília que margeia o leste do Lago Paranoá, ligando o Lago Norte à represa do Lago Paranoá. Tem extensão de 7,6 quilômetros, passando desde o Varjão até o setor de Mansões do Lago. Seu último trecho é a borda sul da cidade satélite Paranoá, que fica próxima à represa do lago que leva o mesmo nome dessa cidade e, a partir daí, emenda com a Estrada Parque Dom Bosco (EPDB), que percorre o Lago Sul.

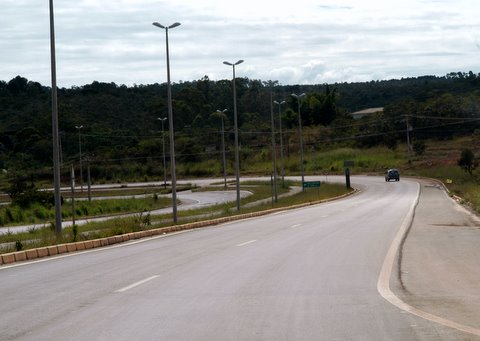

É uma das estradas parque - tradução literal das vias americanas chamadas parkway - cuja ideia veio de Lúcio Costa para vias de trânsito rápido, sem interrupções e com uma paisagem bucólica, diferente das caóticas rodovias tradicionais, o que acabou se perdendo com o tempo.